# Automolis melinos
Automolis melinos là một loài bướm đêm thuộc phân họ Arctiinae, họ Erebidae.